# آنتونیو اسکادوتو
آنتونیو اسکادوتو (انگلیسی: Antonio Scaduto؛ زادهٔ ۱ دسامبر ۱۹۷۷) قایقران کایاک، و قایقران کانو اهل ایتالیا است.
وی در مسابقات کشوری و بین‌المللی در مجموع برندهٔ ۳ مدال برنز شده‌است.